# 心眼
心眼（しんがん、mind's eye）とは心の目によって目に見えない真実を確かめる力のことである。
具体的には目や耳などの感覚器で知覚することが出来ない情報を経験と想像力で推論することによって見えない物の具体的な形質や挙動を把握すること、また科学的な推論に基づいて見えない物の本質を理解する能力のことである。
武術においても重要な要素として認知され、相手の挙動を予測して行動することで相手を制することを心眼で見切ったなどと表現している。
他にも工学者の八木秀次は「一流の研究者ならば、心眼で電波が見えなければならない」と学生に教えていた。「目視出来ない現象などを科学的な観点から推察する」という意味で使っている。